# Tuyên Hóa (hòa thượng)
Hoà thượng Tuyên Hóa (tiếng Hán: 宣化上人), pháp danh là An Từ, tự Độ Luân; 26 tháng 4 năm 1918 – 7 tháng 6 năm 1995) là một tu sĩ Phật giáo gốc Trung Quốc, người kế thừa đời thứ 9 của Quy Ngưỡng tông.

## Thân thế
Sư tên tục là Bạch Ngọc Thư, sinh ngày 16 tháng 3 năm Mậu Ngọ (tức 26 tháng 4 năm 1918), tại tỉnh Kiết Lâm, huyện Song Thành, tỉnh Tùng Giang, vùng Đông Bắc Trung Hoa (tức Mãn Châu). Cha tên Phú Hải, chuyên nghề nông; mẹ thuộc dòng dõi họ Hồ, sinh được tám người con, năm trai ba gái, và Ngọc Thư là út.
Mẹ sư vốn là một tín đồ Phật giáo sùng đạo. Chịu ảnh hưởng từ mẹ, từ nhỏ sư đã có ý xuất gia. Tuy nhiên, mãi sau khi mẹ qua đời, sư mới đến chùa Tam Duyên lạy Lão Hòa thượng Thường Trí làm thầy, và xuống tóc xuất gia. Khi đó sư mới 19 tuổi.
Sau khi xuất gia, sư trở về mộ phần mẹ thủ hiếu trong ba năm. Suốt thời gian ấy, sư sống trong một túp lều tranh nhỏ, ngày ngày tọa Thiền, tu tập.

## Gặp Thiện Tri Thức
Năm 1946, sau khi Thế chiến thứ hai kết thúc, tình trạng giao thông đã bắt đầu dễ dàng trở lại. Sư bèn tìm xuống phía Nam để đến chùa Nam Hoa ở Tào Khê, tỉnh Quảng Đông, đảnh lễ Lão Hòa thượng Hòa thượng Hư Vân, và đến núi Phổ Đà để thọ Cụ Túc Giới. Cuối cùng, trải hơn 3.000 dặm, sư đã được bái kiến lão Hòa thượng Hư Vân, bậc Đại thiện tri thức mà sư bấy lâu ngưỡng mộ.
Vừa nhìn thấy sư, lão Hòa thượng, lúc ấy đã 109 tuổi, liền nhận ra ngay sự chứng ngộ của sư. Lão Hòa thượng nói: "Như thị, như thị!" và sư cũng đáp lại "Như thị, như thị!" Biết sư là bậc "pháp khí", lão Hòa thượng ấn chứng sở đắc của sư, tặng cho pháp hiệu Tuyên Hóa và sư chính thức trở thành vị tổ thứ chín của Quy Ngưỡng tông. Sau đó, Lão Hòa thượng dạy sư ở lại đảm nhận chức Viện trưởng Viện Giới luật của chùa Nam Hoa.

## Sang Hương Cảng
Năm 1949, sư từ giã chùa Nam Hoa, lên đường sang Hương Cảng, và sống trong một sơn động biệt lập. Chẳng bao lâu, có vô số tăng lữ từ Trung Hoa Đại Lục qua Hương Cảng tị nạn và cần sự giúp đỡ của Sư. sư rời sơn động, sáng lập Phật giáo Giảng Đường, chùa Tây Lạc Viên và Từ Hưng Thiền Tự, cùng trợ giúp xây dựng và trùng tu nhiều đạo tràng khác.

## Sang Hoa Kỳ
Năm 1961, sư sang Úc Châu hoằng Pháp; và năm sau, 1962, sư đến San Francisco, Hoa Kỳ. Tại đây, nơi một nhà kho nhỏ, sư kiên trì tu hành trong im lặng, chờ đợi cơ duyên hoằng dương Đạo pháp chín muồi. Lúc ấy, sư tự gọi mình là "Mộ Trung Tăng" (nhà sư trong phần mộ) và "Hoạt Tử Nhân" (người đã chết nhưng còn sống).

## Hoằng Pháp tại Tây phương
Năm 1968, biết cơ duyên đã đến, sư nói: "Một đóa hoa sẽ nở ra năm cánh." Mùa hè năm ấy, sư chủ trì Pháp hội giảng Kinh Lăng Nghiêm trong 96 ngày. Khi Pháp hội kết thúc, quả nhiên có năm người Mỹ xin xuất gia với Sư. Từ đó, sư chủ trì nhiều Pháp hội khác giảng giải Tâm Kinh, Kinh Địa Tạng, Kinh Pháp Hoa, Kinh Pháp Bảo Đàn, v.v. Năm 1971, sư giảng bộ kinh tối cao của Đại Thừa, Kinh Hoa Nghiêm.

## Thành lập tăng đoàn tại Tây phương
Vì số người phát tâm cầu xin xuất gia làm tăng ni ngày một tăng, trong năm 1972, sư quyết định chính thức truyền tam đàn đại giới lần đầu tiên ở Mỹ, tại Kim Sơn Thiền Tự. Sư cung thỉnh chư cao tăng đại đức đăng đàn truyền giới. Năm nam và một nữ thọ giới tỳ kheo và tỳ kheo ny. Tiếp đến, tại Vạn Phật Thánh Thành, tổ chức Tam Đàn Đại Giới vào những năm 1976, 1982, 1989, 1991, 1992 và 1995. Hơn hai trăm giới tử với nhiều quốc tịch đã xuất gia, thọ giới dưới sự chỉ dạy của sư.
Sư quyết tâm đem chính pháp Phật giáo truyền bá sang Tây phương. Đồng thời, tuy khuyến khích các đệ tử tu học Phật pháp theo truyền thống của chư tổ sư, nhưng sư cũng thường nhắc nhở họ nên chú ý dẹp bỏ tập tục mê tín dị đoan đang che lấp Phật Pháp chân chính, để tránh cho Phật giáo Tây phương khỏi bị ô nhiễm bởi những lề lối tu hành băng hoại hiện đang lan truyền trong Phật giáo của người Trung Hoa. Sư cũng khuyến khích họ nên hiểu những lý lẽ chính đáng trong sự tu hành của người xưa.
Những cải cách của sư gồm có: Phục hồi giới luật do đức Phật chế ra như tăng sĩ phải đắp y ca sa để biểu thị giới tướng; nhấn mạnh việc đức Phật dạy chư tăng ni thọ trai mỗi ngày một lần, không nên ăn sau giờ ngọ. Tự thân sư thực hành và khuyến khích đệ tử tuân thủ các hạnh này. Sư cũng khích lệ các đệ tử nên ngồi thiền mà không nằm vào ban đêm. Những ngày đầu tại chùa Thiên Hậu, tại khu "phố Tàu" của Cựu Kim Sơn (San Francisco), một số đệ tử xuất gia, vì muốn hành hạnh này, ra đường kiếm những thùng phuy bỏ rồi đem về sửa lại để làm chỗ ngồi vừa vặn, không duỗi chân ra trong lúc ngủ vào ban đêm. Sư cũng thường chỉ trích những người cư sĩ Trung Hoa, thường đi quy y hay làm đệ tử rất nhiều thầy. Riêng sư không nhận những người đã từng quy y với các thầy khác làm đệ tử của mình.
Có vài người Mỹ bị Phật pháp và sư thu hút vì thích những cảm ứng cùng thần thông biến hoá. Họ muốn tìm hiểu về những cảm ứng thần kỳ. Một số có thần thông cũng tự nhiên muốn gần gũi Sư. Nhận thấy rõ tầm nguy hiểm của sự mong cầu thần thông biến hóa, sư thường nhấn mạnh rằng những thần thông cảm ứng phát xuất từ những cảnh giới của sự tu hành, nên chớ đắm trước. Sư nhắc nhở là đức Phật luôn ngăn cấm biểu diễn thần thông. sư cũng nói rõ là thần thông không biểu hiện trí huệ và cũng không nhất định biểu thị phẩm hạnh đoan chính.
Nói chung, sư rất lo lắng về động cơ xuất gia của các đệ tử, nên thường xem xét coi tâm hạnh của họ có được thanh tịnh không. Sư không muốn thấy tăng sĩ ở Mỹ xuất gia vì những động cơ không chính đáng. Vì thế, sư lập ra gia phong cho chúng đệ tử:
"Lạnh chết, không phan duyên
Đói chết, không hóa duyên
Nghèo chết, không cầu duyên
Tùy duyên không đổi, không đổi tùy duyên
Chúng ta quyết định thực hành ba tông chỉ này
Xả mạng vì Phật sự
Tạo mạng vì tăng sự
Chánh mạng vì bổn sự
Nơi sự hiểu lý, nơi lý hiểu sự
Luôn hành tổ sư nhất mạch tâm truyền."
Ngoài ra, sư chế định tiêu chuẩn tu hành cho mình và cho chính các đệ tử xuất gia lẫn tại gia, theo sáu tông chỉ: Không tranh, không tham, không mong cầu, không ích kỷ, không tự lợi, không nói láo. Một trong những hành động khoáng đạt là sư đã nỗ lực hàn gắn lại sự phân chia hơn hai ngàn năm, của hai truyền thống Phật giáo, Nam tông và Bắc tông. sư thường cung thỉnh danh tăng Nam tông đến chùa truyền giới, cùng thương thảo và giải quyết những quan điểm dị đồng.

## Vạn Phật Thánh Thành
Song song với việc giảng Kinh thuyết Pháp, sư còn làm vô số công đức độ sinh khác. Năm 1976, sư thành lập Vạn Phật Thánh Thành, nền tảng căn cứ địa để hoằng dương Phật Pháp tại Hoa Kỳ. Tại Thánh Thành, sư xây dựng chế độ tùng lâm, đào tạo tăng ni học chúng, tạo nhân duyên thù thắng cho sự chân chính tu hành. sư chủ trương rằng tất cả Phật tử cần phải đoàn kết lại và nên dung hợp Nam, Bắc tông. Vì thế, nhiều dịp truyền thọ Tam Đàn Đại Giới tổ chức tại Vạn Phật Thánh Thành là do chư cao tăng Đại thừa và Nguyên thủy hợp lực chủ trì.

## Học viện Phiên dịch Kinh điển Quốc tế
Vào năm 1973, sư chính thức thành lập Hội Phiên dịch Kinh điển (Buddhist Text Translation Society) tại đường Washington ở Cựu Kim Sơn. Đến năm 1977, viện lại được sáp nhập vào trường Đại học Phật giáo Pháp giới, với danh xưng Học viện Phiên dịch Kinh điển Quốc tế. Vào năm 1990, sư lại nới rộng và dời Viện về thành phố Burlingame ở phía nam của Cựu Kim Sơn. Khi Hội Phiên dịch Kinh sách được thành lập, sư lập ra bốn ban để điều hành việc phiên dịch: (1) Ban Phiên dịch, (2) Ban Duyệt thảo, (3) Ban Nhuận sắc và (4) Ban Chứng minh. Bốn ban này cung ứng phương thức tuyệt hảo cho việc huấn luyện những người mới tham gia trong tiến trình phiên dịch. Quan trọng hơn nữa là khi người người đều tập lấy tâm Phật làm tâm mình đang khi phiên dịch và thể nhập vào những lời pháp ngữ của Sư, tâm trí họ được mở rộng và trưởng thành giúp tiến bước vững chắc trên đường tiến đến đạo Bồ Đề vô thượng.
Năm 1980, sư thành lập Trung tâm Cứu Tế Nạn dân, một tổ chức cứu trợ xã hội bất vụ lợi được chính phủ Hoa Kỳ ủy quyền để cứu tế, cung cấp các lớp huấn nghệ và học Anh ngữ, đồng thời giúp tái định cư người tỵ nạn từ Việt Nam, Lào, Campuchia. Trung tâm này đóng cửa vào năm 1986 theo quyết định của chính phủ.

## Sáu đại tông chỉ của Vạn Phật Thánh Thành
Bất cứ nơi nào Hòa thượng đến hoằng truyền Phật Pháp, ngài luôn khuyên bảo mọi người theo sáu đại tông chỉ của Vạn Phật Thánh Thành là: không tranh, không tham, không mong cầu, không ích kỷ, không tự lợi, không nói dối.
Hòa thượng khai thị:
- "Sáu Đại Tông Chỉ của Vạn Phật Thánh Thành là mục tiêu tu hành: Không tranh, không tham, không mong cầu, không ích kỷ, không tự lợi, không nói dối. Những điều này là căn bản làm người, là nền tảng tu hành, và là tiêu chuẩn của chánh quyền. Sáu Đại Tông Chỉ này là sáu con đường sáng. Nếu nhớ được sáu đại tông chỉ này, quý vị có thể thành Phật. Tôi đưa ra sáu đại tông chỉ này cho những người muốn thành Phật, thành Bồ Tát, muốn thành Thanh Văn, A La Hán. Đây là những tông chỉ quan trọng nhất. Nếu thực hành được, quý vị có thể dùng suốt đời, mà vẫn không tận dụng hết được!"
- "Các sinh hoạt hằng ngày của người tu hành ở Vạn Phật Thánh Thành, đều không rời khỏi sáu điều mục như sau:
1. Không tranh. Tuyệt đối không tranh với bất cứ ai. Cũng không tranh danh, tranh lợi. Phàm đồ vật gì mà người khác thích thì mình nhường cho họ, chứ không cần phải tranh giành, gọi là: "Tranh chi bất túc, nhượng chi hữu dư," nghĩa là tranh thì không đủ, nhường thì có dư.
2. Không tham. Không phải là miệng nói không tham, nhưng khi cảnh đến thì chỉ lo tham, chẳng thể bỏ qua, thế là sai rồi. Chúng ta cần phải là: Lời nói theo đúng việc làm, và làm đúng theo lời nói, đừng để chúng mâu thuẫn với nhau. Người không có lòng tham mới bồi dưỡng được nhân cách cao thượng.
3. Không cầu. Nếu chúng ta có cầu muốn điều gì, tức là chúng ta sẽ có phiền não. Cầu mà không được, đương nhiên là chúng ta sẽ phiền não. Cho nên nói: "Vô cầu tiện vô ưu," không cầu sẽ không lo - thật là một danh ngôn chí lý. Một khi chúng ta đạt đến trình độ vô cầu, phẩm cách của chúng ta tự nhiên sẽ cao quý. Nhân đáo vô cầu phẩm tự cao, tức là vậy. Trong Bát khổ có "cầu bất đắc khổ," như cầu không được cũng khổ, mà cầu được cũng khổ luôn. Vì lo được lo mất mà tự tìm cái khổ cho mình. Vậy bởi tội gì mình phải khổ như thế. Nếu như quý vị thấy rõ ra mà buông hết tất cả thì quý vị sẽ không còn phiền não nữa.
4. Không tự tư, ích kỷ. Ai ai cũng có lòng ích kỷ. Chuyện gì chúng ta cũng tính toán cho mình trước, lo nghĩ cho con cháu của mình trước hết. Cho nên người tu hành là phải tu đến cảnh giới vô ngã. Vô ngã rồi thì chúng ta còn muốn tranh cái gì, tham cái gì, cầu cái gì nữa đây? Chúng ta phủ nhận hết, và cái gì cũng không muốn. Chúng ta phải học theo tinh thần của Bồ Tát là xả mình vì người. Tại sao thế giới nầy lại ngột ngạt đầy chướng khí, và không lúc nào trong sạch, xán lạn vậy? Bởi vì ai nấy đều tự tư, tự lợi, như nói: "Cái nầy là của tôi, cái kia thuộc về tôi," nên khiến cho thiên hạ đại loạn, thế giới chẳng được an ổn.
5. Không tự lợi. Nếu mọi người đều không có tính tự lợi, lúc nào cũng biết đủ, gặp hoàn cảnh nào cũng cảm thấy an ổn, vậy tự nhiên ai nấy cũng sẽ chung sống hòa bình với nhau. Nếu như người có tâm tham thì giống như cá theo mồi, thấy lợi là quên mất hết tình nghĩa, rồi làm những chuyện tổn hại đạo lý. Có bao nhiêu người đã vì lợi mà thân bại danh liệt, tán gia bại sản. Thậm chí có kẻ còn làm cho nước mất nhà tan, đến nỗi phải lưu lạc, không nơi nương náu.
6. Không vọng ngữ. Bất luận trong hoàn cảnh nào, chúng ta tuyệt đối cũng không nên vọng ngữ. Hễ thấy thì nói thấy, nghe thì nói nghe, chúng ta cứ thật thà mà nói, chớ nói những chuyện không có căn cứ. Chúng ta nên biết, vọng ngữ là nói những lời bịa đặt, làm tổn hại người mà chẳng có lợi ích gì cho mình, và sau khi chết nhất định bị đọa vào địa ngục cắt lưỡi. Điều đó không có chút nghi ngờ gì cả. Cho nên chúng ta phải hết sức cẩn thận.
Hôm nay tôi nói với quý vị những lời tuy rất cạn cợt, nhưng nếu quý vị chịu y chiếu theo đạo lý đó mà làm, thì sẽ hữu dụng vô cùng. Cho nên có câu: "Nói cho hay! Thuyết cho diệu! Nhưng nếu không thực hành thì không phải là Đạo. Đạo là hành, không hành sao có Đạo? Đức là làm, không làm sao có Đức?" Nếu quý vị có thể thực hành theo Lục Đại Tông Chỉ của Vạn Phật Thành, tự nhiên nhân cách của quý vị sẽ cao thượng hơn.
Tôi nói thêm một câu sau chót là: Quý vị đừng nên làm những chuyện ngu si như: "Yểm nhĩ đạo linh" tức bịt tai để trộm chuông. Vì quý vị không thể tự dối mình, mà cũng không thể gạt được Phật! Hà tất bụng dạ phải chứa đầy chuyện quỷ quyệt, rồi tưởng là mình có thể che đậy được hết để dối trên lừa dưới. Há như thế chẳng phải là tự chuốc lấy cái vô lý cho mình hay sao?" .

## Đề xướng giáo dục
Để bổ khuyết vào nền giáo dục đang băng hoại tại Tây phương, sư sáng lập trường Đại học Pháp giới, trường trung học Bồi Đức, tiểu học Dục Lương, và phát triển chương trình trợ cấp sinh viên học sinh nghèo khó.
Đối với Sư, giáo dục thanh thiếu niên là nền tảng vững chắc, hay nhất của quốc phòng. Tại bậc tiểu học, sư đề xướng đạo hiếu thuận. Bậc trung học, đề xướng trung thành ái quốc. Bậc đại học, sinh viên không những học các ngành chuyên môn mà còn phải có trách nhiệm chuyển hóa, phát triển, làm lợi ích cho thế nhân.
Sư quân bình nền giáo dục truyền thống và nền giáo dục hiện đại. sư luôn đề xướng phương thức phát triển trí huệ sẵn có của mọi người, tức là dùng cách thức mới mẻ trong việc giáo dục. Cụ thể, sư tự viết vài bài ca bằng tiếng Anh, rồi khuyến khích các đệ tủ dùng những phương pháp đó để giảng dạy Phật pháp.
Năm 1982, sư thành lập chương trình huấn luyện tăng ni và cư sĩ với mục đích chủ yếu vào việc tu trì học tập Phật pháp trong khuôn viên tu viện, dựa trên nền tảng của giới định huệ. Chương trình huấn luyện tăng ni, chú trọng vào sự hành trì tông giáo, luật lệ sinh hoạt và quản lý tự viện. Xuyên qua các chương trình này, sư đã huấn luyện được những nhân tài phục vụ cho Tổng hội và cho Phật giáo.
Do sự đề nghị của cựu quản trị viên thành phố Cựu Kim Sơn, Carol Ruth Silver, sư thành lập trường tiểu học Dục Lương vào năm 1976. Để hỗ trợ việc bồi dưỡng mầm non thiện đức của trẻ em, trường tiểu học nhấn mạnh vào nền giáo dục có phẩm chất. Đề xướng chương trình song ngữ, tiếng Anh và tiếng Hoa, và dạy về căn bản văn hóa của Đông phương cùng Tây phương. Cô Terri Nicholson và các thầy cô giáo khác giảng dạy những lớp học đầu tiên bên dưới hầm nhà của Viện Phiên dịch Quốc tế. Trường học được dời về Vạn Phật Thánh Thành vào năm 1978. Trường trung học Bồi Đức được khai giảng vào năm 1980. Học sinh nam và học sinh nữ được học hành riêng biệt vào năm 1981.

## Không phân biệt tôn giáo
Sư thường nhấn mạnh rằng giáo lý Phật giáo là dùng để giáo hóa chúng sinh. Sư cũng phê bình sự phân chia trong Phật giáo. Vì đó là điềm báo hiệu thời mạt pháp. Thêm nữa, Sư nhắc nhở mọi người đừng nên quá chấp trước vào sự phân biệt giữa tôn giáo, mạch phái. sư chủ trương các tôn giáo phải hỗ tương, học hỏi những điều hay lẽ phải và bổ khuyết lẫn nhau. Để thực hành thiết thực, sư mời hồng y Thiên Chúa giáo Vu Bình tại Đài Loan đến Vạn Phật Thánh Thành, thành lập và làm chủ nhiệm trung tâm nghiên cứu tôn giáo thế giới. Sư đề nghị rằng Hồng y Vu Bình sẽ là người Phật tử giữa những người Thiên Chúa giáo, còn sư sẽ là người Thiên Chúa giáo giữa những Phật tử. Chẳng may, Hồng y Vu Bình qua đời đột ngột, làm đình chỉ việc thành lập trung tâm đó. Sau này, vào năm 1994, Viện Nghiên cứu Tôn giáo Thế giới được thành lập tại Berkeley.
Năm 1987, sư chỉ đạo trường Đại học Pháp giới tổ chức hội thảo tôn giáo quốc tế tại Vạn Phật Thánh Thành. Trong năm 1987, Sư cũng diễn giảng tại khóa hội thảo Phật giáo-Cơ Đốc giáo Quốc tế lần thứ ba tại Berkeley. Có lần, Sư được thỉnh mời đọc bài điếu văn tại Giáo đường Từ Ân (Grace Cathedral) ở Cựu Kim Sơn.
Năm 1989, Sư được hội Quaker thỉnh mời đến Pendle Hill, Pennsylvania để thuyết pháp định kỳ tại trung tâm tu học đó. Năm 1992, Sư là quý khách chủ trì pháp hội hằng năm của nhóm Vedata Society. Đáng kể thêm là tình đạo chân thành giữa sư và Cha John Rogers, giáo sĩ trường Đại học Humbolt, rất mật thiết.

## Vì Pháp quên mình
Với tinh thần "Vì Pháp quên mình," Hòa thượng không quản khó nhọc, thường xuyên đến các đạo tràng trong và ngoài nước để hoằng dương Phật Pháp. sư được mọi giới kính ngưỡng vì nếp sống khổ hạnh và nghiêm trì giới luật của Sư. Trong thời Mạt Pháp mà nhiều người không tôn trọng giới luật này, sư đã nêu gương sáng và khuyến khích nếp sống khổ hạnh bằng cách chỉ ăn mỗi ngày một bữa vào giờ ngọ và ban đêm thì ngủ ngồi chứ không nằm.
Bình sanh, sư sống nhẫn nhục, khoan dung, nhịn ăn nhiều lần để hồi hướng công đức cho chúng sanh. Cuộc khủng hoảng hỏa tiễn ở Cuba vào năm 1962 đã xảy ra không bao lâu sau khi sư đến Hoa Kỳ. sư đã tuyệt thực năm tuần để hồi hướng cho nền hòa bình thế giới. Vào dịp du hành Đài Loan năm 1989, sư đã nhịn ăn ba tuần lễ để hồi hướng cho dân chúng Đài Loan. Sau đó, sư lại đi hoằng pháp tại nhiều nước châu Âu.
Mặc dầu tuổi đã cao nhưng sư vẫn không muốn nghỉ ngơi tịnh dưỡng. Suốt ba mươi năm liên tục, sư đã đăng đàn thuyết Pháp và giảng luận kinh điển Phật giáo. Chính trong lúc đang bệnh, sư vẫn kiên trì tiếp tục đại nguyện diễn dịch kinh điển Phật giáo.

## Niết Bàn
Ngày 7 tháng 6 năm 1995, Hòa thượng Tuyên Hóa thị hiện viên tịch tại Los Angeles, Hoa Kỳ; trao lại cho các đệ tử ba trách nhiệm quan yếu: (1) tiếp tục hoằng dương Phật Pháp, (2) phiên dịch kinh điển Phật giáo và (3) hoàn mãn sự nghiệp giáo dục. Vâng theo di huấn của Sư, tứ chúng đệ tử tại các đạo tràng thuộc Tổng hội Phật giáo Pháp giới đều chuyên tâm trì tụng Kinh Hoa Nghiêm và niệm Phật suốt 49 ngày kể từ hôm sư viên tịch. Ngày 12 tháng 6 năm 1995, lễ nhập quan được cử hành tại Long Beach Thánh Tự; và đến ngày 16 tháng 6, kim quan của sư được cung thỉnh về Vạn Phật Thành. Tại đây lễ truy ân được tổ chức từ ngày 26 đến ngày 28 tháng 7, tro cốt của sư được rải trên địa phận của Vạn Phật Thánh Thành đúng như lời di giáo của Sư:
"Khi tôi đến, tôi không có gì cả; khi tôi đi, tôi vẫn không có gì cả. Tôi không muốn để lại dấu vết gì trên thế gian. Tôi từ hư không đến. Tôi sẽ trở về hư không!"
Dù cho sư không muốn để lại một dấu vết nào trên thế gian này, nhưng công đức hoằng Pháp tại Tây phương, phiên dịch kinh điển, thiết lập đạo tràng và học đường của sư đã gieo hạt giống Bồ Đề và đã gây được ảnh hưởng sâu rộng đến các từng lớp dân chúng Tây phương.
Ngày 23 tháng 6 năm 1996, đúng một năm sau ngày Hòa thượng Tuyên Hóa nhập Niết Bàn, Tổng hội Phật giáo Pháp giới long trọng tổ chức lễ cung thỉnh xá lợi về các đạo tràng. Một trong những lời di huấn của sư là: "Hãy quét sạch tất cả các Pháp, ly khai tất cả các tướng!"

## Di sản
Suốt cuộc đời, sư luôn khiêm cung, vô ngã và tận tụy rãi lòng đại bi đến tất cả chúng sanh. sư hành đạo không nghỉ ngơi, chỉ muốn dẹp trừ màng vô minh, mê si đang che lấp bản tính chân thật của chúng sanh. sư luôn hành đạo vì hòa bình nhân loại, tôn giáo, quốc gia, thế giới. Mặc dầu chú trọng vào việc phát triển Tổng hội Phật giáo Pháp giới, sự cống hiến và công đức truyền bá Phật giáo qua Tây phương của sư được tóm tắt như sau:
Phật giáo đã có mặt ở Trung Hoa trước khi Bồ-đề-đạt-ma, tổ sư Thiền tông, từ Ấn Độ sang. Tuy nhiên, hầu hết mọi người đều mê mờ về giáo nghĩa chân chính của Phật pháp, không thể phân biệt gì là chân thật hay giả dối, gì là hời hợt hay thâm sâu. Tổ Bồ-đề-đạt-ma thắp lên ngọn đuốc trí huệ, làm sáng tỏ chân nghĩa của Phật pháp, bằng cách dạy họ tự mình rõ tâm thấy tính (minh tâm kiến tính), chứng được quả vị Bồ-đề. Hòa thượng Tuyên Hóa qua Tây phương sau khi Phật giáo được truyền sang đây khoảng một trăm năm. Lúc đó, có rất nhiều người thích nghiên cứu học hỏi Phật pháp, nhưng cũng rất mù mờ với những hiểu biết sai lầm. Vì vậy, nhận thấy rằng chỉ khi nào tăng đoàn Phật giáo được thanh tịnh và vững mạnh thì Phật giáo tại quốc gia đó mới được hưng thịnh, nên sư trùng hưng cải cách chế độ của tăng đoàn, chú trọng việc giữ gìn giới luật tinh nghiêm của hai chúng đệ tử xuất gia và tại gia. Nhận biết bản tính người Mỹ rất thích thực tế, và nhờ tiếp thừa tinh thần của tổ Bồ-đề-đạt-ma, sư đề xướng thực hành thiền định tinh tấn, để họ có thể trực tiếp tự chứng ngộ giáo nghĩa chân chính của Phật giáo. Vì có một số người nhận thức sai lầm về Phật giáo, sư giảng giải kinh điển Phật giáo bằng phương pháp đơn giản dễ hiểu, và chỉ rõ sự liên hệ mật thiết giữa chân nghĩa kinh điển cùng việc tu tập thực hành trong đời sống hằng ngày. Sau đó, lại phiên dịch những lời chú giải ra Anh ngữ để giúp các độc giả Tây phương tiện việc nghiên cứu học hỏi. Cuối cùng, sư quyết định chọn lựa Tây phương là nơi thực hành giáo hóa, tức dùng sự hành trì chân thật của mình mà hóa độ họ trong đời sống hằng ngày, hầu chỉ rõ chân nghĩa Phật giáo. Nhờ phương thức này, vô số người Tây phương vô cùng cảm động tri ân và thực hành theo những điều sư đã giảng dạy.